# Kamienica przy ulicy św. Barbary 12 w Siemianowicach Śląskich
Kamienica przy ulicy św. Barbary 12 w Siemianowicach Śląskich – zabytkowa kamienica mieszczańska, położona przy ulicy św. Barbary 12 w Siemianowicach Śląskich, w granicach dzielnicy Centrum. Pochodzi ona z 1898 roku i została wzniesiona w stylu historyzmu przez Fiedricha Schrödera.

## Historia
Kamienica została ona oddana do użytku 6 maja 1898 roku według projektu laurahuckiego budowniczego Fiedricha Schrödera . Pierwszymi właścicielami byli: Carl Koppenhöfer oraz Fiedrich Schröder. Jeszcze w tym samym roku, 25 czerwca 1898 roku jedynym właścicielem budynku pozostał Carl Koppenhöfer, który potem sprzedał swoją kamienicę, która w późniejszym czasie jeszcze kilkukrotnie zmieniała swoich właścicieli . Pozostaje ona dalej własnością prywatną. 
W dniu 31 maja 1995 roku kamienica została wpisana do rejestru zabytków pod aktualnym numerem A/634/2020 (dawniej A/1569/95). Ochroną konserwatorską objęto cały budynek wraz z podwórzem gospodarczym. Według stanu z początku grudnia 2021 roku, przy ulicy św. Barbary 12 w systemie REGON były zarejestrowane 3 aktywne przedsiębiorstwa.

## Architektura
Kamienica położona jest przy ulicy św. Barbary 12 w Siemianowicach Śląskich, w granicach dzielnicy Centrum. Powstała ona w 1898 roku w stylu późnego historyzmu. Elewacja kamienicy jest siedmioosiowa, a pokryta jest żółtą cegłą klinkierową. W środkowej osi znajduje się brama wjazdowa zakończona łukiem z ozdobnym zwornikiem, zaś bezpośrednio nad bramą wbudowano witraż. Dekoracyjne naczółka nad oknami ozdobione są ornamentami, zaś nad wjazdem płaskorzeźbą przedstawiającą głowę męską, a na wyższej kondygnacji wyżej głowę dziecięcą. Na szczycie frontowej elewacji, na całej szerokości budynku znajduje się dekoracyjny gzyms .
We wnętrzu, na korytarzu zachowała się oryginalna stolarka drzwiowa, a także drewniana klatka schodowa z tralkami. We wjeździe oraz w części pomieszczeń zachowała się także dekoracja sztukatorska sufitów, a także piece kaflowe .